# 꿈 연극
〈꿈 연극〉(Ett drömspel)은 “인드라의 딸 아그네스가 지구에 내려와 인간의 삶을 관찰하고 인간의 삶이 얼마나 힘든 것인지 깨닫는 과정을 그리고 있다. 입센과 함께 서구 현대 연극의 아버지라 불리는 아우구스트 스트린드베리는 <다마스쿠스로>를 비롯한 <꿈 연극>, <유령소나타> 등 이른바 “꿈 연극”으로 비사실주의의 새로운 연극 경향을 선도했다.
스트린드베리는 작품의 주제에 대해 ”삶의 가장 힘든 부분은 한 사람은 살아남기 위해 다른 사람에게 상처를 줘야 한다는 것”이라고 짧게 요약했다. 작품은 무궁무진한 표현 가능성으로 20세기의 많은 연출가들을 매료시켰다. 앙토냉 아르토는 ‘이 작품에 표현된 정서의 범위는 무한하다’라고 칭송했으며 자신의 공연에서 ‘사실적인 것 한복판에서의 거짓된 것’(The Edse amid the real)의 표현에 주력했다. 막스 라인하르트의 해석은 ‘인간 조건에 대한 어두운 알레고리’였고, 세계와 사회의 생생한 연극적 이미지 구축으로 공연이 이뤄졌다. 20세기 후반에 주목할 만한 공연은 1970년대의 잉마르 베리만의 번안이었다. 베리만은 스펙터클한 작품을 매우 간결하게 구성했으며, 마치 응접실 연극(chamber play)처럼 배우와 관객의 대면에 초점을 맞췄다. 1994년에는 로베르 르파주(Robert Lepage)가 시각 이미지들과 스펙터클을 정교하게 고안해 냈다. 르파주의 공연은 ‘환상과 사실이 공존하는 세계를 창조’한다는 평을 받았다.
스웨덴 원전의 구성을 최대한 유지했으며 특히 영국 극작가 카릴 처칠이 2005년 영국국립극장 공연에서 원작과 달리 구성한 부분을 주석으로 상세히 소개한 것이 특징이다.